# آن ميون
آن ميون (بالإنجليزية: Ian Mune)‏ هو كاتب سيناريو ومخرج وممثل نيوزلندي، ولد في 1941 بأوكلاند في نيوزيلندا.

## أعمال

### أفلام
- (1993) البيانو[7]
- (2001)  رفقة الخاتم[8]

## وصلات خارجية
- آن ميون على موقع IMDb (الإنجليزية)
- آن ميون على موقع ألو سيني (الفرنسية)
- آن ميون على موقع أول موفي (الإنجليزية)
- آن ميون على موقع قاعدة بيانات الأفلام السويدية (السويدية)
- آن ميون على موقع قاعدة بيانات الفيلم (الإنجليزية)
- آن ميون على موقع كينوبويسك (الروسية)